# Каськівка
Ка́ськівка — село в Україні, у Марківській селищній громаді Старобільського району Луганської області. Населення становить 119 осіб.